# Builder
Nella programmazione ad oggetti, il Builder è uno dei pattern fondamentali, definiti originariamente dalla Gang of Four (banda dei quattro).
Il design pattern Builder, nella programmazione ad oggetti, separa la costruzione di un oggetto complesso dalla sua rappresentazione cosicché il processo di costruzione stesso possa creare diverse rappresentazioni.
L'algoritmo per la creazione di un oggetto complesso è indipendente dalle varie parti che costituiscono l'oggetto e da come vengono assemblate.

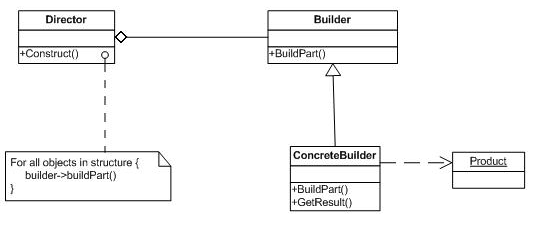
Builder Pattern

Ciò ha l'effetto immediato di rendere più semplice la classe, permettendo a una classe builder separata di focalizzarsi sulla corretta costruzione di un'istanza e lasciando che la classe originale si concentri sul funzionamento degli oggetti. Questo è particolarmente utile quando volete assicurarvi che un oggetto sia valido prima di istanziarlo, e non volete che la logica di controllo appaia nei costruttori degli oggetti.
Un builder permette anche di costruire un oggetto passo-passo, cosa che si può verificare quando si fa il parsing di un testo o si ottengono i parametri da un'interfaccia interattiva.

## Struttura di un Builder
- Builder: specifica la classe astratta che crea le parti dell'oggetto Product.
- ConcreteBuilder: costruisce e assembla le parti del prodotto implementando l'interfaccia Builder; definisce e tiene traccia della rappresentazione che crea.
- Director: costruisce un oggetto utilizzando l'interfaccia Builder.
- Product: rappresenta l'oggetto complesso e include le classi che definiscono le parti che lo compongono, includendo le interfacce per assemblare le parti nel risultato finale.

## Funzionamento
Il Client crea un oggetto Director e lo configura con gli oggetti Builder desiderati. Il Director notifica al Builder se una parte del prodotto deve essere costruita, il Builder riceve le richieste dal Director e aggiunge le parti al prodotto. Il Client riceve il prodotto dal Builder tramite il Director.
Questo consente di variare la rappresentazione interna del prodotto, isolare il codice per la costruzione e la rappresentazione e controllare in modo preciso il processo di costruzione.
- il Builder si focalizza sulla costruzione di un oggetto complesso "step by step". Abstract Factory enfatizza una famiglia di oggetti (sia semplici che complessi). Il Builder restituisce il prodotto come passo finale del processo di creazione, mentre per quanto riguarda l'Abstract Factory, il prodotto viene ritornato immediatamente.
- Builder spesso costruisce un Composite.
- In genere, il design procede nel modo seguente: parte utilizzando il pattern Factory Method (meno complicato, più customizzabile, ma che genera una proliferazione di sottoclassi) ed evolve verso Abstract Factory, Prototype, oppure Builder (più flessibili, più complessi) nel momento in cui il progettista scopre la necessità di una maggiore flessibilità.
- Spesso i pattern creazionali sono complementari: Builder può infatti utilizzare uno degli altri pattern per implementare le componenti che deve costruire. Abstract Factory, Builder, e Prototype possono utilizzare il Singleton nelle loro implementazioni.

```
/** "Prodotto" */
 

class
 
Pizza
 
{
 

    
private
 
String
 
dough
 
=
 
""
;
 

    
private
 
String
 
sauce
 
=
 
""
;
 

    
private
 
String
 
topping
 
=
 
""
;
 

    
public
 
void
 
setDough
(
String
 
dough
)
 
{
 

        
this
.
dough
 
=
 
dough
;
 

    
}
 

    
public
 
void
 
setSauce
(
String
 
sauce
)
 
{
 

        
this
.
sauce
 
=
 
sauce
;
 

        

    
}
 

    
public
 
void
 
setTopping
(
String
 
topping
)
 
{
 

        
this
.
topping
 
=
 
topping
;
 

    
}
 

}

```

```
/** "Abstract Builder" */
 

abstract
 
class
 
PizzaBuilder
 
{
 

    
protected
 
Pizza
 
pizza
;
 

    
public
 
Pizza
 
getPizza
()
 
{
 

        
return
 
pizza
;
 

    
}
 

    
public
 
void
 
createNewPizzaProduct
()
 
{
 

        
pizza
 
=
 
new
 
Pizza
();

        
}
 

    
public
 
abstract
 
void
 
buildDough
();
 

    
public
 
abstract
 
void
 
buildSauce
();
 

    
public
 
abstract
 
void
 
buildTopping
();
 

}

```

```
/** "ConcreteBuilder" */
 

class
 
HawaiianPizzaBuilder
 
extends
 
PizzaBuilder
 
{
 

    
public
 
void
 
buildDough
()
 
{
 

        
pizza
.
setDough
(
"cross"
);

        
}
 

    
public
 
void
 
buildSauce
()
 
{
 

        
pizza
.
setSauce
(
"mild"
);
 

    
}
 

    
public
 
void
 
buildTopping
()
 
{
 

        
pizza
.
setTopping
(
"ham+pineapple"
);
 

    
}
 

}

```

```
/** "ConcreteBuilder" */
 

class
 
SpicyPizzaBuilder
 
extends
 
PizzaBuilder
 
{
 

    
public
 
void
 
buildDough
()
 
{
 

        
pizza
.
setDough
(
"pan baked"
);
 

    
}
 

    
public
 
void
 
buildSauce
()
 
{
 

        
pizza
.
setSauce
(
"hot"
);

        
}
 

    
public
 
void
 
buildTopping
()
 
{

        
pizza
.
setTopping
(
"pepperoni+salami"
);

        
}
 

}

```

```
   
/** "Director" */

   
class
 
Cook
 
{

   

       
private
 
PizzaBuilder
 
pizzaBuilder
;

       

       
public
 
void
 
setPizzaBuilder
(
PizzaBuilder
 
pb
)
 
{

           
pizzaBuilder
 
=
 
pb
;
 

       
}

   

       
public
 
Pizza
 
getPizza
()
 
{

           
return
 
pizzaBuilder
.
getPizza
();
 

       
}

       

       
public
 
void
 
constructPizza
()
 
{

           
pizzaBuilder
.
createNewPizzaProduct
();

           
pizzaBuilder
.
buildDough
();

           
pizzaBuilder
.
buildSauce
();

           
pizzaBuilder
.
buildTopping
();

       
}

   
}

```

```
/** A given type of pizza being constructed. */
 

class
 
BuilderExample
 
{

    
public
 
static
 
void
 
main
(
String
[]
 
args
)
 
{

        
Cook
 
cook
 
=
 
new
 
Cook
();

        
PizzaBuilder
 
hawaiianPizzaBuilder
 
=
 
new
 
HawaiianPizzaBuilder
();

        
PizzaBuilder
 
spicyPizzaBuilder
 
=
 
new
 
SpicyPizzaBuilder
();

        
cook
.
setPizzaBuilder
(
 
hawaiianPizzaBuilder
 
);

        
cook
.
constructPizza
();

        
Pizza
 
pizza
 
=
 
cook
.
getPizza
();

    
}

}

```